# Lokalbanan Schwarzenau–Zwettl–Martinsberg
|  |  |  |

|  | Straight track |

|  | Station on track |

|  | Unknown BSicon "ABZgr" |

|  | Station on track |

|  | Stop on track |

|  | Station on track |

|  | Stop on track |

|  | Stop on track |

|  | Station on track |

|  | Stop on track |

|  | Station on track |

|  | Station on track |

|  | Station on track |

|  | Station on track |

|  | Station on track |

|  |  |  |

|  | Straight track |

|  | Station on track |

|  | Unknown BSicon "ABZgr" |

|  | Station on track |

|  | Stop on track |

|  | Station on track |

|  | Stop on track |

|  | Stop on track |

|  | Station on track |

|  | Stop on track |

|  | Station on track |

|  | Station on track |

|  | Station on track |

|  | Station on track |

|  | Station on track |

Lokalbanan Schwarzenau-Zwettl-Martinsberg är en 57 kilometer lång enkelspårig järnväg i det österrikiska förbundslandet Niederösterreich. Den går från Schwarzenau där den ansluter till Franz-Josefsbanan till Martinsberg-Gutenbrunn. 

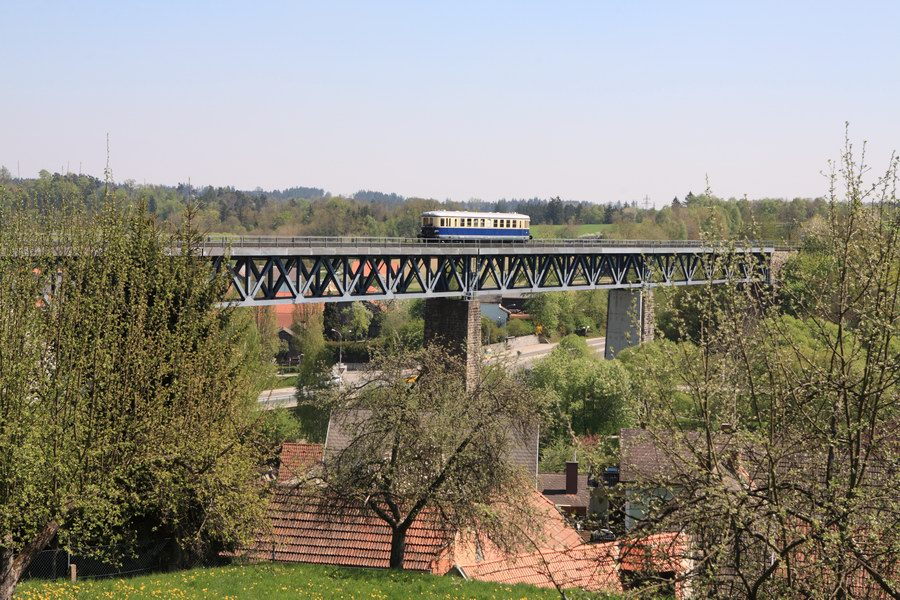
Järnvägsbro i Zwettl

1896 öppnades järnvägen Schwarzenau-Zwettl. Sträckan Zwettl-Martinsberg var klar tio år senare, 1906. En fortsättning mot Donaudalen planerades, men man kunde först inte enas om sträckningen och senare saknades kapitalet. 1941 förstatligades banan.
Persontrafik (regionaltåg) går från Schwarzenau endast till Zwettl. Dock trafikeras sträckan Zwettl-Martinsberg av godstrafik (framför allt trätransporter) och på sommaren av ångtåg. 